# 서생면
서생면(西生面)은 울산광역시 울주군의 면이다.

## 역사
서생면 지역은 신라시대 생서량군(生西良郡)의 치소가 있었던 지역으로, 지금의 서생면, 온산읍, 온양읍 지역을 관할하였다. 757년에 동안군(東安郡)으로 개칭하고 우풍현(虞風縣, 현재의 웅촌면과 양산시 웅상지역)을 영현으로 두었다. 고려시대에 현으로 격하되었다가 흥려부(현재의 울산광역시)에 편입되었다. 조선 초기 서생포에 수군만호영(西生浦 水軍萬戶營)을 두었다가 임진왜란 후 수군만호를 수군동첨절제사(水軍同僉節制使)로 승격하였다. 고종 32년(1895년)에 각 도의 병영, 수영이 폐지되면서 동첨절제사의 직할지였던 지역에 서생면을 설치하였다.
- 1906년 9월 24일 온남면 일부와 서생면 일부가 외남면으로 분리되어 양산군에 편입되었다. 면사무소는 연산리(지금의 명산리)에 두었다.
- 1912년 4월 1일 양산군 외남면이 울산군으로 환원되었다.
- 1914년 4월 1일 서생면, 외남면과 온남면 수마동(禾麻洞)이 통합하고 10개리로 개편하였다.[1] 면사무소는 서생리에 두었다가 뒤에 신암리로 이전하였다.

| 개편 전                                                  | 개편 후        |
| -------------------------------------------------------- | -------------- |
| 서생면 성내동(城內洞), 외리동(外里洞)                    | 서생리(西生里) |
| 서생면 구정동(九亭洞), 온남면 수마동(禾麻洞)             | 화정리(禾亭里) |
| 서생면 진하동(鎭下洞)                                    | 진하리(鎭下里) |
| 서생면 대륙동(大陸洞), 송정동(松亭洞), 외남면 평동(平洞) | 대송리(大松里) |
| 외남면 신리동(新里洞), 운곡동(雲谷洞), 군령동(軍令洞)    | 신암리(新岩里) |
| 외남면 강월동(江月洞), 연산동(連山洞), 용동 일부         | 명산리(明山里) |
| 외남면 화산동(禾山洞)                                    | 화산리(禾山里) |
| 외남면 위동(渭洞), 양암동(良岩洞)                        | 위양리(渭陽里) |
| 외남면 용동(龍洞)                                        | 용리(龍里)     |
| 외남면 나사동(羅士洞)                                    | 나사리(羅士里) |
- 1952년 4월 25일 지방 선거가 시행되고 초대 서생면의원 12명이 선출되었다.
- 1961년 9월 1일 서생면의회가 해산되었다.
- 1962년 6월 1일 울산군 일부에 울산시가 설치되면서 울주군 서생면이 되었다.[2]
- 1963년 1월 1일 동래군에 편입되었다.[3]
- 1973년 1월 1일 동래군이 폐지되면서 양산군에 편입되었다.[4]
- 1983년 2월 15일 다시 울주군으로 환원되었다.
- 1991년 1월 1일 울주군이 울산군으로 개칭하면서 울산군 서생면이 되었다.
- 1995년 1월 1일 울산시·울산군 통합으로 울산시 울주구 서생면이 되었다.
- 1997년 7월 15일 울산시가 울산광역시로 승격하면서 울산광역시 울주군 서생면이 되었다.

## 행정 구역
서생면은 10개 법정리와 21개 행정리, 69개 반으로 구성되어 있다. 인구는 2013년 2월 28일 기준으로 3,886세대 8,558명이다. 면소재지는 신암리이다.
| 법정리 | 한자   | 세대  | 인구  |
| ------ | ------ | ----- | ----- |
| 신암리 | 新巖里 | 1,079 | 2,419 |
| 명산리 | 明山里 | 167   | 386   |
| 화산리 | 禾山里 | 420   | 918   |
| 위양리 | 渭陽里 | 204   | 468   |
| 용리   | 龍里   | 82    | 181   |
| 서생리 | 西生里 | 230   | 542   |
| 화정리 | 禾亭里 | 90    | 193   |
| 진하리 | 鎭下里 | 999   | 2,077 |
| 대송리 | 大松里 | 296   | 677   |
| 나사리 | 羅士里 | 319   | 697   |
| 서생면 | 西生面 | 3,886 | 8,558 |

## 교육 기관

### 초등학교
- 명산초등학교
- 서생초등학교
- 성동초등학교

### 중학교
- 서생중학교

### 대학교
- 국제원자력대학원대학교

## 교통

### 도로
국도 제31호선이 서생면의 주요 도로이다.

### 철도
동해선이 서생면의 서부를 지나며 화산리에 서생역이 있는데 동해선 광역철도가 선다.

## 부산 기장군 편입 문제

### 7년만에 행정구역 바꾼 C아파트 주민들
우선 행정구역이 변경되는 것은 지방자치법상 지자체의 명칭이나 구역 변경, 폐지나 설치, 나누거나 합칠 때 지방의회의 합의를 통하거나 주민투표법을 따를 때 가능하다.
두가지 방법 가운데선 지방의회가 합의 조정하는 일이 직접 주민투표보다 의견을 모으기가 더 쉽다. 여기선 울산시의회와 울주군의회, 부산시의회, 기장군의회가 나서 의견을 조율하면 되는데 쉽지는 않다.
지방자치법 제4조(지방자치단체의 명칭과 구역)
② 제1항에 따라 지방자치단체를 폐지하거나 설치하거나 나누거나 합칠 때 또는 그 명칭이나 구역을 변경할 때에는 관계 지방자치단체의 의회(이하 "지방의회"라 한다)의 의견을 들어야 한다. 다만, 「주민투표법」 제8조에 따라 주민투표를 한 경우에는 그러하지 아니하다.
지난해 주거지역의 행정구역을 지방의회 합의로 바꾼 첫 사례가 있다. 바로 용인시 구역에 있던 C아파트 주민들이 자녀들의 통학 문제를 두고 수원시로 편입시켜달라며 행정구역 조정을 요청했는데
당시 용인 C아파트 앞엔 도보 4분 거리의 수원시 관할 초등학교가 있었지만 아파트 행정구역이 용인시라는 이유로 C아파트 학부모들은 자녀들을 20분이 넘게 걸리는 용인시 관할 초등학교에 보낼 수밖에 없었다.
지난해 9월 조정이 합의돼 C아파트는 마침내 수원시로 편입됐지만 공식적인 논의가 생긴 이후 7년만에 이뤄졌다. 이 같은 점으로 미뤄볼 때 앞으로 서생면이 기장군으로 편입되기 위해선 험난한 과정이 예상된다.

### 주민투표 통과도 울주군 주민 찬성해야 가능
합의가 불발되면 어쩔 수 없이 주민투표에 부쳐야 한다. 주민투표가 원활하게 진행된다면 굳이 의회가 나설 필요도 없는데 그런데 현실은 만만치가 않다. 주민투표의 경우, 투표 참여율이 저조한 경우가 많아 최소 투표율 요건을 채우기조차 어렵다.
우선 울산광역시 울주군 주민투표 조례를 보면 주민투표 실시를 청구할 경우 주민투표청구권자 총 수의 10% 이상의 서명을 받아야 한다고 되어있다.
이 절차를 거쳤다고 해도 투표를 통한 행정구역 변경은 서생면 주민들만 찬성한다고 가능한 일도 아니다. 서생면 주민이 아닌 다른 울주군 주민들도 공감해야 하고, 다른 지역 주민들이 세수 비중이 높은 서생면의 이탈에 어떤 반응을 보일지는 미지수다.
주민투표를 통해 행정구역을 변경하려면 투표권자 총수 3분의1 이상이 투표에 참여하고 유효투표의 절반 이상이 찬성해야 하는데
약 18만명으로 추산되는 울주군 유권자 수를 볼 때 서생면이 기장군에 편입되기 위해서는 울주군 유권자 6만명 이상이 투표에 참여하고 이중 3만명 이상 찬성해야만 가능하다. 단순 계산해봐도 쉽지 않은 일입니다.
사실상 지방의회의 합의로 문제를 해결해내지 못하는 한 서생면 주민들의 요구가 실현되긴 어려운데, 더욱이 초등학교 통학 문제 수준이었던 수원과 용인 사례보다 훨씬 더 고려할 사안이 많고 넘어야 할 산이 많다는 것이고 기장군민들의 의견이 더욱 중요시하다.

## 서생면의회
서생면의회는 1952년부터 1961년까지 존속한 대한민국의 지방의회이다.
- 1952년 4월 25일 초대 면의원 선거 실시, 서생면의원 12명(대한독립촉성국민회2+무소속10)이 선출되었다.
- 1956년 8월 8일 2대 면의원 선거 실시, 서생면의원 11명(자유당11)이 선출되었다.
- 1960년 12월 12일 3대 면의원 선거 실시, 서생면의원 11명이 선출되었다.
- 1961년 9월 1일 군사 정권에 의해 강제해산되었다.

## 같이 보기
- 간절곶
- 서생포왜성
- 기장군